# Batalha de Dien Bien Phu
A Batalha de Dien Bien Phu (em francês Bataille de Diên Biên Phu, em vietnamita Trận Điện Biên Phủ) foi uma fase decisiva da Guerra de Resistência Antifrancesa que  opôs  as forças da  União Francesa e do Việt Minh, em Tonkin (norte do atual Vietnã), entre 13 de março e 7 de maio de 1954.
Após oito semanas de duros combates, as tropas do Việt Minh, com cerca de 80 mil homens, sofreram 7 900 mortos e 15 000 feridos, mas venceram as tropas da União Francesa. Entre os franceses, houve 2 293 mortos e 5 193 feridos, além de 11 721 soldados  feitos prisioneiros, a maioria dos quais não sobreviveu ao cativeiro, tendo sido repatriados apenas 3 290 homens.
Dien Bien Phu é um pequeno planalto no nordeste do Vietname, na província de Lai Chau, no alto Tonkin, na qual se encontra a localidade de Dien Bien Phu. Situa-se nas proximidades das fronteiras da China e do Laos, em plena região tai. Ðiện significa 'administração'; Biên, 'espaço fronteiriço' e Phủ, distrito, ou seja, em francês, chef lieu d'administration préfectorale frontalière (em português, 'sede da circunscrição administrativa de fronteira'). Em língua tai, a povoação chama-se Muong Tanh. O local apresenta-se como uma grande planície coberta de arrozais e  campos, com a aldeia propriamente dita, e uma ribeira (Nam Youn) que atravessa a planície. É o único sítio plano em centenas de quilómetros ao redor e lá se situa um antigo aeródromo construído pelos japoneses durante a Segunda Guerra Mundial.
Depois da sua conquista em Novembro de 1953 durante a operação Castor, foi, no ano seguinte, o teatro de uma violenta batalha entre o corpo expedicionário francês, composto de tropas da Legião Estrangeira, de tropas coloniais pára-quedistas, de artilheiros, de cavaleiros, de tropas aerotransportadas pára-quedistas metropolitanas, regimento de engenharia, saúde, grupos de caça da força aérea. Sem esquecer as tropas de África, bem como o batalhão pára-quedista vietnamita, que compõem os países membros da União Francesa, sob o comando do coronel Castries (nomeado general durante a batalha) e o essencial das tropas Việt Minh sob as ordens do general Giáp.
Esta batalha saldou-se com a vitória do general Giap a 7 de Maio de 1954 e foi a última da Guerra da Indochina, exceptuando a embuscada do Grupo Móvel 100 em An Khé alguns dias antes dos Acordos de Genebra. França abandonou a parte norte do Vietname (o Tonkin), depois dos acordos de Genebra, assinados em Julho de 1954, que instauraram uma divisão do país ao longo do paralelo 17.

## Ordem de batalha dos beligerantes de Novembro de 1953 a Maio de 1954

### OExército Popular Vietnamita
Việt Minh

#### Comando
General Vo Nguyen Giap (Muong Phang) 
Chefe de estado-maior: General Hoang Van Thaï

#### Infantaria
- Divisão 304, General Hoang Sam:
  - Regimento de Infantaria 9 (Batalhões 353, 375, 400)
  - Régiment d'Infanterie 57 (Batalhões 265, 346, 418)
  - Batalhão de Artilharia 345
- Divisão 308, General Vuong Thua Vu:
  - Regimento de Infantaria 36 (Batalhões 80, 84, 89)
  - Regimento de Infantaria 88 (Batalhões 23, 29, 322)
  - Regimento de Infantaria 102 (Batalhões 18, 54, 79)
  - Batalhão de Artilharia
- Divisão 312, General Le Trong Tan:
  - Regimento de Infantaria 141 (Batalhões 11, 16, 428)
  - Regimento de Infantaria 165 (Batalhões 115, 542, 564)
  - Regimento de Infantaria 209 (Batalhões 130, 154, 166)
  - Batalhão de Artilharia 154
- Divisão 316, General Le Quang Ba:
  - Regimento de Infantaria 98 (Batalhões 215, 439, 933)
  - Regimento de Infantaria 174 (Batalhões 249, 251, ?)
  - Regimento de Infantaria 176 (Batalhões 888, 970, 999)
  - Batalhão de Artilharia 980
- Regimento independente 148:
  - Batalhão 900 (incompleto)
  - Batalhão 910
  - Batalhão 920
  - Companhias de armas 121
  - Companhias de transmissões 523

#### Artilharia
- Divisão pesada 351, General Vu Hien:
  - Regimento de Artilharia 45 (Batalhões 950, 954) (24 canhões de 105 mm)
  - Regimento de Artilharia 675 (Batalhões 83, 175, 275) (18 canhões de 75 mm et 20 morteiros de 120 mm)
  - Regimento de Morteiros pesados 237 (30 morteiros de 82 mm)
  - Regimento de DCA 367 (100 metralhadoras antiaéreas de 12,7 mm et 80 canhões soviéticos de 37 mm mod. 1939)
  - Regimento de Engenharia 151
  - Unidade de lança-foguetes (12 lança-foguetes Katyusha)

O conjunto representa cerca de 80 000 homens incluindo os serviços e a cadeia logística. Estima-se, tudo junto, as perdas em 23 000 homens.

### O GONO (Agrupamento Operacional do Noroeste)
União Francesa

#### Comando
- GONO, Coronel Christian de Castries
  - Sub-sector norte (Anne-Marie, Gabrielle), Tenente-coronel André Trancart
  - Sub-sector centro (Béatrice, Claudine, Dominique, Eliane, Huguette), Tenente-coronel Jules Gaucher e depois Tenente-coronel Lemeunier
 Grupo Móvel 9 (GM 9)
 (I/13 DBLE, III/13 DBLE, I/2 REI, III/3 RTA)
  - Sub-sector sul (Isabelle), Tenente-coronel André Lalande
 Grupo Móvel 6 (GM 6)
 (III/3 REI, II/1 RTA, V/7 RTA)
  - Agrupamento Aerotransportado 2 (GAP 2), Tenente-coronel Pierre Langlais
 (1 BEP, 8 BPC, 5 BPVN)
  - Artilharia, Coronel Charles Piroth
 Agrupamento A, Sargento-mor Alliou
 (III/10 RAC, 1 CEPML, 2 CMMLE)
 Agrupamento B, Sargento-mor Guy Knecht
 (II/4 RAC, 11/IV/4 RAC, I GAACEO, 1 CMMLE) 
 Depois da morte do Coronel Piroth, na noite de 15 para 16 de Março de 1954, é o Tenente-coronel Guy Vaillant que o substituirá a 20 de Março, com o Tenente-coronel Robin como adjunto.

#### Pára-quedistas
- 2º Batalhão do 1º Regimento de Caçadores Pára-quedistas (II/1 RCP), Chefe de batalhão Jean Bréchignac
- 1º Batalhão de Pára-quedistas Coloniais (1 BPC), Capitão Guy Bazin de Bezons
- 6º Batalhão de Pára-quedistas Coloniais (6 BPC), Chefe de batalhão Marcel Bigeard
- 8º Batalhão de Pára-quedistas de Choque (8 BPC), Capitão Pierre Tourret
- 1º Batalhão Estrangeiro de Pára-quedistas (1 BEP), Chefe de batalhão Maurice Guiraud
- 2º Batalhão Estrangeiro de Pára-quedistas (2 BEP), Chefe de batalhão Hubert Liesenfelt
- 5º Batalhão de Pára-quedistas Vietnamitas (5 BPVN, 5 Bawouan), Capitão André Botella

#### Infantaria
Legião Estrangeira:
- 1º Batalhão da 13ª Meia-brigada da Legião Estrangeira (I/13 DBLE), Chefe de batalhão de Brinon
- 3º Batalhão da 13ª Meia-brigada da Legião Estrangeira (III/13 DBLE), Chefe de batalhão Paul Pégot
- 1º Batalhão do 2º Regimento Estrangeiro de Infantaria (I/2 REI), Chefe de batalhão Clémençon
- 3º Batalhão do 3º Regimento Estrangeiro de Infantaria (III/3 REI), Chefe de batalhão Henri Grand d'Esnon

Exército de África:
- 2º Batalhão do 1º Regimento de Atiradores Argelinos (II/1 RTA), Capitão Pierre Jeancenelle
- 3º Batalhão do 3º Regimento de Atiradores Argelinos (III/3 RTA), Capitão Jean Garandeau
- 5º Batalhão do 7º Regimento de Atiradores  Argelinos (V/7 RTA), Chefe de batalhão Roland de Mecquenem
- 1º Batalhão do 4º Regimento de Atiradores Marroquinos (I/4 RTM), Chefe de batalhão Jean Nicolas
- 2º Agrupamento de Tabors Marroquinos

Tropas coloniais:
- 2º Batalhão Tai (BT 2), Chefe de batalhão Maurice Chenel
- 3º Batalhão Tai (BT 3), Chefe de batalhão Léopold Thimonnier

Exército vietnamita:
- 301º Batalhão Vietnamita

Supletivo:
- 2 Companhias de Tais Brancos, Capitão Michel Duluat
- Remanescentes das Companhias de Supletivos Militares (CSM) do 1º Agrupamento Móvel de Partisans Tais (GMPT 1), Capitão Bordier, proveniente de Lai Chau
  - Agrupamento Wième, Tenente Réginald Wième
    - 431ª Companhia de Supletivos Militares (CSM 431)
    - 432ª Companhia de Supletivos Militares (CSM 432)
    - 434ª Companhia de Supletivos Militares (CSM 434)

  - 413ª Companhia de Supletivos Militares (CSM 413)
  - 414ª Companhia de Supletivos Militares (CSM 414)
  - 415ª Companhia de Supletivos Militares (CSM 415)
  - 433ª Companhia de Supletivos Militares (CSM 433)
  - 272ª Companhia de Supletivos Militares (CSM 272)
  - 341ª Companhia de Supletivos Militares (CSM 341)
  - 416ª Companhia de Supletivos Militares (CSM 416)
  - 424ª Companhia de Supletivos Militares (CSM 424)
  - 248ª Companhia de Mulas (CM 248)

Note-se que numerosas unidades foram aerotransportadas com pelo menos uma parte dos seus supletivos.

#### Arma deblindadosecavalaria
- 3º Esquadrão de marcha do 1º Regimento de Caçadores a Cavalo (3/1 RCC), Capitão Yves Hervouët, equipado com 10 carros de combate M24 Chaffee.
  - 1º Pelotão (Azul) do RICM (Regimento de Infantaria Colonial de Marrocos)
  - 2º Pelotão (Vermelho)
  - 3º Pelotão (Verde)

#### Artilharia
- 2º Grupo do 4º Regimento de Artilharia Colonial (II/4 RAC), Chefe de batalhão Guy Knecht, avec 12 obuses de 105 mm M2A1
- 3º Grupo do 10º Regimento de Artilharia Colonial (III/10 RAC), Chefe de batalhão Alliou, com 12 obuses de 105 mm M2A1
- 11º Bateria do 4º Grupo du 4º Regimento de Artilheria Colonial (11/IV/4 RAC), Capitão Déal, com 4 obuses de 155 mm M114
- 1 Secção do 1º Grupo Antiaéreo de Artilhaeria Colonial do Extremo-Oriente (1 GAACEO), Tenente Paul Redon, com 4 reparos quadruplos de metralhadoras de 12,7 mm
- Grupo de marcha do 35º Regimento de Artilharia Ligeira Pára-quedista (GM/35 RALP), Chefe de batalhão Millot, com canhões de 75 mm sem recuo (SR)
- Batalhão de Artilharia Autónomo Laosiano (BAAL), Capitão Ladous
- 1ª Companhia Estrangeira de Pára-quedistas de Morteiros Pesados (1 CEPML), Tenente Erwan Bergot, com 12 morteiros de 120 mm
- 1ª Companhia Mista de Morteiros da Legião Estrangeira do 3º Regimento Estrangeiro de Infantaria (1 CMMLE), com 8 morteiros de 120 mm
- 2ª Companhia Mista de Morteiros da Legião Estrangeira do 5º Regimento Estrangeiro de Infantaria (2 CMMLE), com 8 morteiros de 120 mm

#### Engenharia
- 31º Batalhão de Engenharia (31 BG) (2 companhias), Chefe de batalão André Sudrat
- 17ª Companhia de Engenharia Pára-quedista (17 CGP)

#### Transmissões
- 2ª Companhia do 822º Batalhão de Transmissões (2/822 BT)
- 2ª Companhia do 823º Batalhão de Transmissões (2/823 BT)
- 342ª Companhia Pára-quedista de Transmissões (342 CPT)

#### Saúde
Médico-Chefe : Capitão Le Damany
- Unidade de Cirurgia Móvel n°29 (ACM 29), Major Paul Grauwin
- Unidade de Cirurgia Móvel Mobile n°44 (ACM 44), Tenente Jacques Gindrey
- Unidade de Cirurgia Pára-quedista n°3 (ACP 3), Tenente Louis Résillot
- Unidade de Cirurgia Pára-quedista n°5 (ACP 5), Capitão Ernest Hantz
- Unidade de Cirurgia Pára-quedista n°6 (ACP 6), Tenente Jean Vidal

#### Serviços
- 71ª Companhia de Comando
- 6ª Companhia de Comando e de Serviços
- 9ª Companhia de Comando e de Serviços
- 3ª Companhia de Transportes do Quartel General (3 CTQG)
- 3ª Companhia de Munições (3 CM) (destacamento)
- 730ª Companhia de Abastecimentos (730 CR) (Serviço dos Combustíveis) (Depósito 81) (destacamento)
- 712ª Companhia de Circulação Rodoviária (712 CCR)
- 2ª Secção da 5ª Companhia  de Manutenção da Legião Estrangeira (2/5 CRMLE)
- 3ª Legião de Marcha/Guarda Republicana Gendarmerie Móvel (3 LM/GRGM) (destacamento)
- Grupo de Exploração Operacional nº1 (GEO 1) (Serviço de Intendência)
- 403ª Caixa Postal Militar (403 BPM) (unidade)

#### Informações
- Agrupamento de Comandos nº8 do Grupo de Comandos Mistos Aerotransportados (GC 8/GCMA) (Partisans Méo), Capitão Hébert
- Destacamento de Operações-Patrulhas (DOP)

#### Aviação
- Grupo de Caça 1/22 Saintonge (GC 1/22), equipado com Grumman F8F Bearcat
- 21º Grupo Aéreo de Observação de Artilharia (GAOA 21), equipado com Morane Criquet
- 23º Grupo Aéreo de Observação de Artilharia (GAOA 23), equipado com Morane Criquet (Muong Saï)
- Destacamento de Base Aérea nº195 (DB 195)

Além disso, o campo entrincheirado beneficia ainda dos meios aéreos da força aérea (armée de l'air) e da aviação naval (aéronavale).
O efectivo da guarnição a 7 de Maio de 1954 ascendia a 14 014 homens incluindo as companhias de serviços e de logística. O exército francês conta 2 293 mortos nas suas fileiras, e, de entre os 11 721 soldados feitos prisioneiros, apenas 3 290 regressam vivos a França.

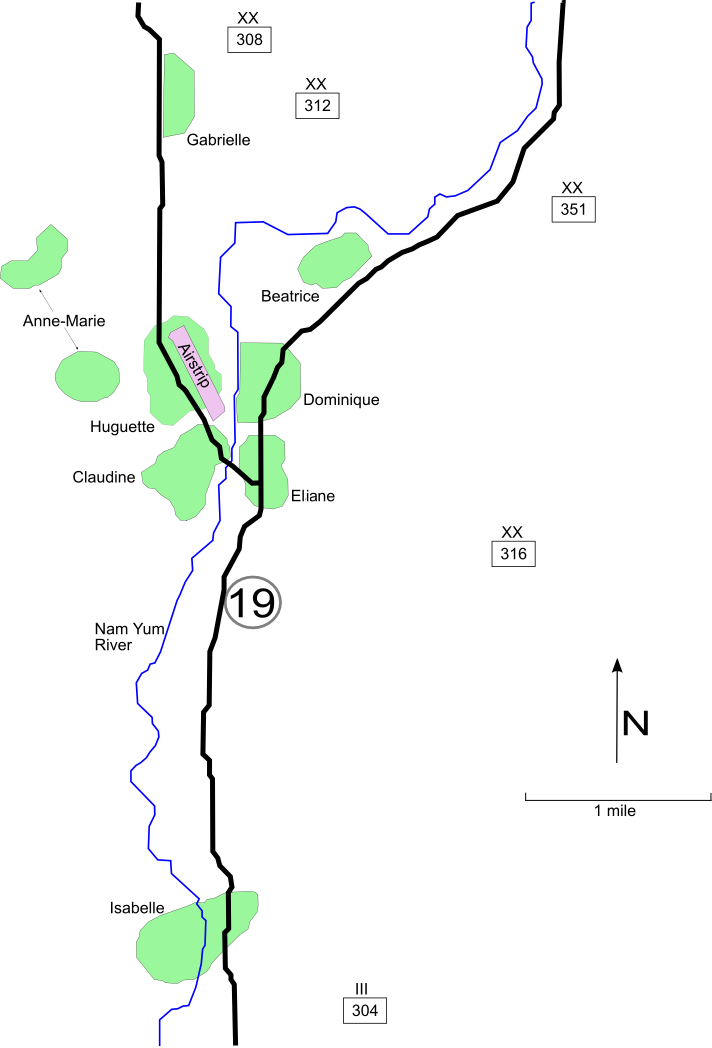
Mapa das posições francesas em Dien Bien Phu.

## A batalha

### A operação Castor
Na manhã de 20 de Novembro de 1953, no quadro da operação Castor, dois batalhões de pára-quedistas franceses, o 6º BPC (Batalhão de Pára-quedistas Coloniais) do major Bigeard e o 2/1º RCP (2º Batalhão do 1º Regimento de Caçadores Pára-quedistas) do major Bréchignac tomam Dien Bien Phu, defendida por um destacamento pouco importante do exército Việt Minh. Outras unidades pára-quedistas são largadas em reforço nessa tarde ou nos dias seguintes e nas semanas que se seguem, depois da renovação da pista de aterragem construída pelos japoneses, os franceses encaminham por avião homens, material, armas e munições para Dien Bien Phu. Este vai-e-vem aéreo funciona durante quatro meses para criar, abastecer e reforçar o campo entrincheirado. O material pesado (artilharia e blindados) é desmontado em Hanói, transportado em peças soltas, e depois remontado à chegada.

### A preparação Việt Minh
O Việt Minh fez encaminhar no maior segredo canhões e material pesado em peças desmontadas, transportado às costas de homem por uma rota traçada pelo exército Viet-Minh através da selva e dos flancos das montanhas que cercam Dien Bien Phu, posicionando assim peças de artilharia que permitiram um bombardeamento maciço das posições francesas.
O Việt Minh enviará regularmente patrulhas para testar as defesas francesas antes do assalto. Os franceses farão o mesmo ao tentar algumas surtidas no exterior do campo. Eles aperceber-se-ão que para lá de um certo perímetro, não podem mais avançar devido à pressão inimiga. Desde então têm a impressão de estar completamente cercados. Para mais, alguns projécteis caíram no recinto do campo e alguns militares franceses evocam então a possível existência de um ou mais canhões isolados do lado inimigo.
Estas escaramuças esporádicas não inquietam o estado-maior, que espera um assalto maciço.

### O assalto
O assalto é desencadeado a 13 de Março contra o ponto de apoio Béatrice ocupado pelo 3/13 DBLE (3º batalhão da 13ª meia-brigada da Legião Estrangeira) comandada pelo major Pégot. O ponto de apoio é esmagado pelas granadas de canhões e morteiros pesados. Durante várias horas recebe milhares de projécteis. Os abrigos, não tendo sido concebidos para resistir a projécteis de grande calibre, foram pulverizados. A surpresa é total no campo francês.
O Viêt-Minh, utilizando uma enorme capacidade de mão-de-obra, pôde escavar túneis através das colinas, içar os seus obuses e escolher várias posições de tiro sem ser visto. Foram preparadas plataformas e logo que que os canhões acabavam de atirar, voltavam para os seus abrigos. Deste modo a artilharia francesa nunca teve possibilidade de silenciar os canhões Viêt-Minh, tal como os caça-bombardeiros da aéronavale.
Numa só noite foi uma unidade de elite da Legião suprimida. Ninguém tinha imaginado um tal dilúvio de artilharia. A contra-bateria francesa revela-se ineficaz. Perante este revés, o Coronel de artilharia Piroth suicida-se desencavilhando uma granada, alguns dias após o início da batalha.
Depois os artilheiros viêts concentraram-se em bombardear a pista de aterragem, que depressa de tornou inutilizável. Desde então o cordão umbilical que ligava o campo a Hanói estava cortado. O abastecimento e a evacuação de feridos ficaram duramente afectados. O Viêt-Minh lançou então vagas de assalto humanas para tomar as posições francesas, mas esbarraram contra uma resistência encarniçada e sofreram pesadas perdas devido às minas e às metralhadoras. O General Vo Nguyen Giap mudou então de estratégia e falou em "ir roendo o campo", fazendo um trabalho de sapa. A batalha foi então uma sequência ininterrupta de ofensivas e de contra-ofensivas sangrentas, onde os objectivos eram recuperar as posições perdidas. O terreno foi transformado num lamaçal devido às chuvas da monção, inundando as trincheiras, afogando os feridos. Comparou-se muitas vezes Dien Bien phu a um "Verdun tropical".
Os aviões vindos de Hanói (Douglas A-26 Invader e Grumman F6F Hellcat), para mais, eram constrangidos por uma meteorologia caprichosa (monção). Nunca conseguiram identificar as posições de tiro. Largavam as bombas e o napalm quase ao acaso, apenas guiados por rádio. Podiam também fazer passagens por cima das cristas para atirar com as suas metralhadoras de 12,7 mm e os seus foguetes.
Uma cortina de nuvens quase permanente no período da monção tornava o acesso aéreo à vista difícil (e os radares de voo quase não existiam). Neste contexto, as missões de ataque dos aviões franceses eram perigosas, devido ao terreno, ao clima e sobretudo à DCA. Estes aviões tinham de fazer mais de 600 km antes de chegar a sobre Dien Bien Phu: estavam no limite da sua reserva de combustível. Tinham consequentemente muito pouco tempo para a sua missão de combate. Os assaltos Viêt-Minh tiveram lugar essencialmente de noite, quando a aviação francesa estava inoperante.
Os franceses dispunham de 10 carros ligeiros M24 Chaffee armados de canhões de 75 mm, mas estavam relativamente desadaptados a uma guerra de cerco. Alguns foram sabotados pela sua tripulação, por avaria ou para evitar a sua captura pelo inimigo. Eram frequentemente utilizados para apoiar a infantaria durante os contra-ataques.
A guarnição não podia contar com mais do que os contra-ataques de pára-quedistas a pé, a quem não faltava coragem e heroísmo, particularmente os pára-quedistas do Tenente-coronel Marcel Bigeard. A sua missão era apoderar-se das posições adversas e dos seus canhões, armados de lança-chamas. Mas estes contra-ataques não podiam ultrapassar a linha dos cumes e durar muito tempo pela incapacidade de os abastecer e de os sustentar com fogo de apoio. Quando um ponto de apoio era atingido, os soldados estavam às vezes com poucas munições. Era então um combate corpo-a-corpo, com armas brancas e à granada, que esperava os soldados.
Os franceses fizeram prova de combatividade, sem poder descansar ou ser rendidos. Ouviu-se homens bater-se e morrer cantando "A Marselhesa", no meio do estrondo das explosões. Houve numerosos casos de morte por exaustão. Mesmo quando se incitava os feridos a voltar ao combate – à falta de combatentes – havia ainda voluntários. À noite, as explosões, as balas tracejantes e os foguetes iluminantes tornavam o campo de batalha visível como em pleno dia. Os canhões franceses atiravam tanto que estavam aquecidos ao rubro. Entre os actos mais heróicos, citemos para memória o combate desesperado de 10 soldados do 6º BPC que resistiram sem nenhum apoio aos assaltos dos viets durante 8 dias. No momento de depôr as armas, eles resistiam ainda: dois sobreviventes (os cabos Coudurier e Logier).
No que respeita à logística, a aviação francesa foi nitidamente ultrapassada pela vastidão da tarefa e teve de fazer apelo aos americanos para lançar em paraquedas tropas e equipamentos com aviões C-119 Flying Boxcar do CAT (Civil Air Transport) do General Claire Chennault. Muitos destes aviões foram abatidos. Foi na verdade em Dien Bien Phu que os americanos tiveram os seus primeiros militares mortos na Peninsula Indochinesa.
O General Giap apresenta uma análise dos combates: Os militares franceses "segundo a sua lógica formal, tinham razão". "Nós estávamos tão longe das nossas bases, a 500 quilómetros, 600 quilómetros. Eles estavam persuadidos, fundados na experiência de batalhas anteriores, que não podíamos abastecer de víveres e munições um exército num campo de batalha para além de 100 quilómetros e somente durante 20 dias. Porém, nós abrimos pistas, mobilizámos 260 000 carregadores – os nossos pés são de ferro, diziam eles – milhares utilizando bicicletas fabricadas em Saint-Étienne que nós transformámos para poder transportar cargas de 250 kg. Para o estado-maior, francês era impossível que pudéssemos içar a artilharia para as elevações que dominam a bacia de Diên Biên Phu e atirar à vista. Ora, nós desmontámos os canhões para os transportar peça por peça para esconderijos cavados no flanco da montanha e sem que o inimigo soubesse. Navarre tinha revelado que nós nunca tínhamos combatido em pleno dia e em campo descoberto. Ele tinha razão. Mas nós cavámos 45 km de trincheiras e 450 km de sapas de comunicações que, dia após dia, foram roendo os cabeços."
Com falta de tropas, os franceses organizaram recrutamentos de voluntários em Hanói destinados a ser lançados em paraquedas sobre Dien Bien Phu, então que toda a gente sabia a situação desesperada e a queda do campo iminente. Centenas de pessoas responderam ao apelo. O conjunto era heteróclito: simples cidadãos anónimos, militares ou civis, comerciantes, empregados, funcionários receberam então o seu equipamento operacional. A maioria nunca na vida tinha saltado em paraquedas, nem mesmo pegado numa arma. A sua motivação era ir bater-se "para ajudar os companheiros", "pela honra". Na fúria dos combates, e na confusão, alguns falharam o salto e aterraram no inimigo.
Os defensores do campo esperaram até ao fim por uma intervenção maciça da aviação americana para romper o cerco, que nunca chegou. No mês de Maio, o Viêt-Minh utiliza maciçamente lança-foguetes múltiplos Katyusha sobre a guarnição, cujos efeitos são devastadores.
Os soldados viêt-minh cavaram uma longa galeria sob Éliane 2, para aí fazer explodir mais de 900 kg de TNT. A falta de munições torna-se dramática entre as tropas francesas, e a situação sanitária era catastrófica. Uma ordem escrita de cessar-fogo do Tenente-coronel Bigeard foi transmitida ao Tenente Allaire, no dia 7 de Maio de 1954 em Diên Biên Phu, na posição Éliane 3 às 17h00 ; depois foi dada a ordem geral de destruír todas as armas.
Cabia à divisão 308 do General Vuong Thua Vu dar o golpe de misericórdia à guarnição francesa, divisão de infantaria que tinha estado em todas as batalhas nas regiões altas, dos desastres de Cao Bang e Lang Son em 1950 até ao de Diên Biên Phu. Foi também esta divisão 308 a primeira a entrar em Hanói libertada em 1954. Ao fim de 57 dias de combate, o exército Viêt-Minh vence a guarnição do campo entrincheirado, a 7 de Maio de 1954, às 17h30.
Note-se que as tropas francesas efectivamente receberam uma ordem de cessar o combate à falta de munições e que elas não se renderam.[carece de fontes?]

### O papel dos aliados de França
Os americanos propuseram aos franceses desde o início da batalha um apoio aéreo de bombardeiros pesados. Esta opção foi rejeitada pelo estado-maior francês que julgava dominar a situação.
Mais tarde perante o rumo dramático dos acontecimentos, os militares franceses apressam-se a solicitar bombardeamentos maciços às colinas vizinhas. Encurralado em posições defensivas, o estado-maior francês tinha como ordem resistir enquanto esperava uma eventual "Operação Vautour" que consistia em fazer intervir os bombardeiros B-29. Os estados-maiores dos dois países encararam mesmo utilizar a bomba atómica para alcançar os seus fins, se os bombardeamentos convencionais saíssem frustrados.
Mas a atitude dos americanos tinha entretanto mudado. Abandonaram esta opção, com a aproximação da conferência de paz de Genebra, a fim de não ir parar a uma situação de não-retorno. Temiam acima de tudo uma escalada com a China. A título pessoal, o presidente americano Eisenhower era um anticolonialista notório e não via com bons olhos a presença francesa na Indochina. Além disso estava convencido de que "não havia vitória possível do homem branco naquela região".
Mas não é a única razão: com efeito, os Estados Unidos precisavam da autorização do Congresso para intervir maciçamente em Diên Biên Phù e, segundo o general Bedell Smith (que respondia às súplicas do embaixador de França além-Atlântico) "o sucesso depende da acepção de Londres". Churchill recebe o Sr. Massigli (embaixador de França) na manhã de 27 de Abril, (…) e diz-lhe: "Não contem comigo. (…) Sofri Singapura, Hong-Kong, Tobruk. Os franceses sofrerão Diên Biên Phù.".
Finalmente, os Estados Unidos começavam a interessar-se de perto pela Peninsula Indochinesa, e tinham estabelecido contactos com alguns militares vietnamitas através da CIA, no sul do país. Os franceses mantinham a esperança de ficar na Indochina mas os americanos tinham outros projectos em preparação. Eles tinham de facto pressa que os franceses partissem.
Os Estados Unidos sentiam-se investidos de uma missão global de luta contra o comunismo no Sudeste asiático. Um combate onde se julgava que França não tinha nenhum papel a desempenhar. Com efeito, o presidente Eisenhower tinha elaborado desde Abril a Teoria do Dominó, segundo a qual se a Indochina caísse no seio comunista então os países vizinhos cairiam também: Tailândia, Malásia, Birmânia…
Washington, observa Paul Boury (ex-oficial na Indochina e sobrevivente da batalha), o Estado-Maior inter-exércitos, presidido pelo almirante Arthur Radford, visava a uma intervenção aérea com cerca de sessenta bombardeiros pesados B-29 (aviões de carga, pilotados por militares norte-americanos em civil, já desempenhavam um papel essencial no abastecimento em víveres e munição para o Grupamento Operacional do Noroeste- Gono). “Sem que isso fosse explicitado de uma forma clara, a operação poderia consistir no lançamento de uma bomba atômica” (com o risco de destruir a guarnição ao mesmo tempo que os “Viets”).

### O balanço
Esta foi a batalha mais longa, a mais furiosa, a mais mortífera do pós-Segunda Guerra Mundial, e um dos pontos culminantes da Guerra Fria. Estima-se em cerca de 25 000 o número de vietnamitas mortos durante a batalha. O exército francês conta 2 2 293 mortos nas suas fileiras mas, dos 11 721 prisioneiros da União Francesa, válidos ou feridos, feitos pelo Viet-Minh, mais de 71% faleceram no cativeiro. A totalidade dos prisioneiros (assim como os feridos) deverá de facto, marchar através da selva e montanhas por 700 km, e de noite para passar despercebidos aos aviões franceses. Os que estavam muito fracos morriam ou acabavam com eles. Depois foram instalados em aldeias santuários, nos confins da fronteira chinesa, fora do alcance do Corpo Expedicionário.

### A vida nos campos de reeducação
Aí um outro calvário esperava os prisioneiros. Os que terão melhor sobrevivido eram os feridos graves visto que não tiveram que suportar a marcha forçada de 700 km e foram tomados a cargo pela Cruz Vermelha. Os outros foram internados em campos e tinham condições de sobrevivência horríveis. Deste modo a sua alimentação quotidiana limitava-se a uma bola de arroz para os que estavam válidos, e para os agonizantes uma sopa de arroz. Um grande número de soldados morreu de desnutrição e de doenças. Não tinham direito a nenhum cuidado médico, já que os poucos médicos cativos estavam todos confinados na mesma palhota, com proibição de saír.
Os prisioneiros deviam igualmente sofrer uma matraqueação de propaganda comunista, com ensinamentos políticos obrigatórios. Isso traduzia-se em sessões de autocrítica onde os prisioneiros deviam confessar os crimes cometidos contra o povo vietnamita (reais ou supostos), implorar o perdão, e estar gratos pela "clemência do Tio Ho que lhes deixa a vida salva".
A maioria das tentativas de evasão foram frustradas, apesar da ausência de arames farpados ou de torres de vigia. As distâncias a percorrer eram grandes demais para esperar sobreviver na selva, sobretudo para prisioneiros muito diminuídos fisicamente. Os que eram recapturados eram executados.
Na sequência dos acordos de paz assinados em Genebra que reconheciam um Vietname livre e independente, França e o Viêt-Minh aceitam o princípio de uma troca geral de prisioneiros. Os prisioneiros de Dien Bien Phu serão entregues à Cruz Vermelha Internacional.
França recuperará apenas 3.290 sobreviventes, extenuados, num estado esquelético.
O destino exacto dos 3.013 prisioneiros de origem indochinesa continua ainda desconhecido.

### Em França
O conflito indochinês suscitava pouco interesse em França, por várias razões. França estava sob o regime da Quarta República, marcada por uma grande instabilidade política. O país estava em plena reconstrução económica, e esta guerra era longínqua. Para mais o Corpo Expedicionário tinha apenas voluntários, muitas vezes vistos como uns desordeiros em busca de aventuras (França não tinha enviado o contingente para a Indochina), e a Europa inteira estava em plena Guerra Fria.
Do ponto de vista orçamental, são os Estados Unidos que tomam a cargo o custo material da guerra.
Do ponto de vista económico a Indochina tinha sempre sido uma colónia de vocação essencialmente agrícola, organizada por e para uma comunidade de ricos plantadores. Mas nos anos 50, grande número de empresas já tinham partido. O seu peso económico não era mais o mesmo.
De um ponto de vista demográfico, não só sempre houve poucos franceses na Indochina, mas ainda a maior parte tinham regressado a França, só tinham ficado alguns milhares de colonos, e algumas empresas, o que contrasta com a situação de antes da Segunda Guerra Mundial. De facto os japoneses eliminaram toda a administração colonial em 1945, e seguiram-se 9 anos de guerra, o que convenceu um bom número de franceses a partir.
A França gaulista e progressista de 1954 não tinha mais nada que ver com a França de Jules Ferry do século XIX. Na Indochina, a mesma vontade de ruptura estava presente entre os vietnamitas. Uma página de História comum entre França e o Vietname estava virada, antes mesmo da Batalha de Dien Bien Phu.
Todos estes elementos fazem com que esta guerra fosse quase sempre ignorada em França. Houve também um certo cansaço de uma guerra que não acabava, cujas razões eram obscuras para a maioria dos franceses. Por consequência os defensores de Dien Bien Phu tinham o sentimento legítimo de estarem abandonados pela metrópole.
Pôde-se qualificar a Guerra da Indochina como uma "guerra suja", especialmente nos meios sindicalistas e dos partidos da extrema esquerda. A GCT chegou mesmo a organizar uma campanha de sabotagem ao envio de material destinado aos combatentes de Dien Bien Phu.
Houve muito poucas notícias do campo entrincheirado durante os combates, por causa da censura. Foi só com a queda do campo entrincheirado que uma onda de espanto se abateu sobre a população francesa. A surpresa deixou lugar à raiva, visto que alguns membros do Parlamento foram violentamente atacados na Avenida dos Campos Elísios pela multidão. Era preciso a qualquer preço encontrar os responsáveis pelo desastre.

### As estratégias

#### Do ponto de vista francês
No plano estratégico, a escolha de Dien Bien Phu para ataque era sensata, por possuir o cruzamento das pistas pedestres e equestres em direção ao Laos (rota de abastecimento de artefatos militares), e por possuir uma pista de aterragem, que permitia um abastecimento maciço por ponte aérea a partir de Hanói.  Além disso, o ataque privava o Viêt-Minh de um aprovisionamento de alimentos, já que toda a planície era uma zona agrícola.
Para os estrategistas franceses, o Exército Popular Vietnamita não podia posicionar a sua artilharia. Este antigo campo de aviação japonês estava cercado por um terreno difícil: colinas altas impediam o adversário de utilizar a sua artilharia com a escolha:
- de atirar na encosta ascendente (a vertente escondida da guarnição) mas com uma grande flecha, e logo de curto alcance o que impediria de atingir os alvos potenciais, ou;
- de atirar na encosta descendente (a vertente à vista da guarnição) que a revelariam aos tiros da contra-bataria francesa.

Por outro lado, uma tal artilharia disporia apenas de uma fraca quantidade de munições fornecidas por uma logística julgada inapta, pois que baseada em homens a pé. Deste modo, o risco de uma artilharia adversa foi muito bem tido em conta pelos franceses, mas considerado como irrealista de um ponto de vista técnico. Além disso, de um ponto de vista puramente militar, duvidava-se da capacidade dos Viêt-Minh em utilizar canhões, o que vinha a dar em subestimá-los de maneira flagrante.
A estratégia de Dien Bien Phu é inspirada nas técnicas Chindits: um enclave na selva, no meio do território inimigo, uma base operacional inteiramente dependente do transporte aéreo para a inserção e o reabastecimento, permitindo o controlo de uma larga zona. Os franceses vão adaptar o conceito juntando-lhe uma artilharia consequente, morteiros, metralhadoras pesadas e uma quantidade enorme de munições. Esta táctica do campo-ouriço fortemente protegido tinha sido empregue com êxito em Na-San em Outubro-Dezembro de 1952.
Para compreender a estratégia viêt-minh e o estado de espírito dos franceses em Dien Bien Phu, é indispensável lembrar-se os acontecimentos de Na-San:
Durante esta batalha, um campo entrincheirado do Corpo Expedicionário, numa zona remota e de difícil acesso, foi atacada por um exército Viêt-Minh, comandado pelo General Giap. Foi a única vez que o Viêt-Minh se deu a uma guerra convencional. Tendo sido formado na URSS Giap utilizou a táctica de vagas de assalto humanas, em pleno dia, em terreno desobstruído. À imagem das ofensivas da Primeira Guerra Mundial, lança os assaltos ao toque do clarim. Foi um desastre para o Viêt-Minh: a 1ª vaga foi pelos ares em cima das minas, a 2ª embrulhou-se nas barreiras de arame farpado, a 3ª fez-se ceifar pelas metralhadoras. Perante a dimensão das perdas não teve outra escolha senão levantar o cerco. Este revés tornou-o por muito tempo reticente em atacar os franceses, organizando um ataque frontal e maciço. Giap voltou então a técnicas de guerrilha contra os franceses. O sucesso de Na-San confortou o Estado-maior, e o General Navarre foi decidido a utilizar a mesma estratégia para o Plano Castor em 1954: fixar as tropas viêts À volta do campo entrincheirado, e esmagar as vagas de assalto. Toda a concepção do campo de Dien Bien Phu, da escolha das armas  à configuração dos abrigos, provinha dos créditos da batalha de Na-San, isto significa que se ocultava determinadamente a artilharia adversa, e que não se deu nenhuma ordem para se enterrar.
Os abrigos eram portanto relativamente sumários: uns buracos com sacos de areia e uma chapa ondulada utilizada como cobertura. Estavam interligados por trincheiras. Não houve nenhuma obra de betão, nenhuma passagem subterrânea, e os canhões não estavam protegidos, mas postos em simples plataformas, à vista e conhecimento de toda a gente.
Dien Bien Phu  é próximo de Hanói por via aérea e muito longe para o Exército Popular Vietnamita através das pistas da selva. Os cálculos logísticos da pesquisa operacional davam uma relação muito favorável para o lado francês, em termos de tonelagem diária.
Alguns meses antes do começo dos combates, uma delegação governamental deslocou-se a Dien Bien Phu para se inteirar da situação, e foi tranquilizada pelos oficiais do campo que lhe expuseram a sua estratégia. Do mesmo modo, os jornalistas, os observadores estrangeiros, especialmente os militares americanos, não acharam que dizer contra o plano francês.
A guarnição esperou o assalto durante várias semanas, impaciente de bater-se e persuadida que ia “fazer viêts em pedaços”. Alguns oficiais declararam: “Melhor seria que eles atacassem!”.
Na origem, Dien Bien Phu devia ser a base de unidades móveis para manter todo o distrito de Lai Chau no raio de acção dos seus carros de combate ligeiros americanos M24 “Chaffee” (apelidados “Bisontes” pela guarnição). É por essa razão que um cavaleiro, o Coronel de Castries, estava à cabeça do GONO (Agrupamento Operacional do Noroeste). O campo estava protegido por uma rede de pontos de apoio com nomes femininos: Dominique, Eliane, Gabrielle. A outra razão para escolher este local era cortar o caminho do Laos ao Viêt-Minh que queria torná-lo numa base de retaguarda.
Uma vez destruído o campo de aviação pela artilharia vietnamita desde os primeiros dias da batalha, o destino da guarnição francesa de Dien Bien Phu estava traçado. Iria seguir-se nada mais que uma guerra de desgaste entre um Viêt-Minh numeroso e reabastecido e uma guarnição que não podia permitir-se a mínima perda.

#### Do ponto de vista do Viêt-Minh
Para o Viêt-Minh, a batalha de Dien Bien Phu foi uma batalha de artilharia para imobilizar o adversário e privá-lo da logística que abastece as tropas em combate. Os franceses julgaram o adversário incapaz de utilizar a sua artilharia e não esconderam nem protegeram as suas instalações, destruídas desde as primeiras salvas.
No plano estratégico, a escolha de se bater em Dien Bien Phu era o argumento militar em vista da Conferência de Genebra que abria para debater sobre a Coreia, mas cujo assunto principal era a Indochina, como toda  a gente sabia.
O cerco de Dien Bien Phu tem um fim que é ao mesmo tempo militar e diplomático, para forçar o adversário a negociar numa posição desfavorável. O estado-maior viêt-minh era comandado pelo General Vo Nguyen Giap, mas ele foi secundado por conselheiros militares russos e chineses. O essencial do armamento viêt-minh era de fabrico chinês e era encaminhado a partir da China vizinha, do mesmo modo que as munições e os fardamentos. Com efeito, a vitória das tropas comunistas de Mao Tsé-Tung na China em 1949 tornou possível uma ajuda chinesa maciça ao Viêt-Minh. Isto contrasta com a situação logística de antes de 1949 em que o Viêt-Minh tinha de atacar os comboios franceses para ter armas e munições. Pela primeira vez desde o começo da Guerra da Indochina, o Viêt-Minh dispunha finalmente de meios pesados, de tropas regulares bem treinadas e de um armamento moderno e com melhor desempenho.
A artilharia era principalmente constituída por canhões de recuperação: 105 mm (Howitzer 105 mm M2A1) de fabrico americano, obuses provenientes das presas de guerra chinesas na Coreia ou durante a guerra civil contra os nacionalistas chineses. Tendo tirado os ensinamentos da sua pungente derrota de Na San, Giap beneficiou da ajuda chinesa maciça no plano da artilharia, tanto solo-solo como solo-ar, o que foi de uma importância capital na interdição do apoio aéreo. Foram canhões de defesa antiaérea de 37,5 mm assim como centenas de metralhadoras de 12,7 mm que desempenharam um papel de interdição aérea. Os canhões foram içados pelos flancos das montanhas, às costas de homens, servindo-se de cordas.
Era relativamente fácil de dirigir os tiros contra a guarnição, visto que as posições viêt-minh eram sobranceiras ao campo entrincheirado. Os combates de infantaria eram destinados principalmente a manter a pressão e desmoralizar os defensores da guarnição que perderam a iniciativa desde o começo dos primeiros tiros de artilharia.
A logística vietnamita era baseada em pistas da selva e nas sólidas bicicletas Peugeot adaptadas para uma carga útil de 250 kg empurradas a pé. Esta prefigurava a futura "pista Ho Chi Minh" que abasteceria mais tarde os combates no Sul durante a Guerra do Vietname. Falando destas bicicletas, o General Giap declarou ao seu estado-maior "serão os nossos Táxis do Marne!" Estas famosas bicicletas foram também utilizadas para fins de propaganda, pois na realidade são centenas de camiões Molotova de fabrico soviético que abasteceram as tropas de Giap, além dos milhares de coolies. Estes últimos sendo aliás engajados a bem ou a mal.
É claro que o Viêt-Minh ganhou a batalha logística visto que a comida, os homens e as munições chegaram sempre a Dien Bien Phu, apesar dos raides aéreos da aviação naval. Se os franceses tivessem podido parar este fluxo logístico do Viêt-Minh, o destino da batalha teria sido completamente diferente.[carece de fontes?]

## Crimes de guerra e campos de reeducação
- Assalto aos comboios de evacuações sanitárias.
- Caso Georges Boudarel
- 3 290 prisioneiros, em 11 721 soldados, regressam vivos a França. O destino exacto dos 3 013 prisioneiros de origem indochinesa continua desconhecido.
- Em Genebra, discutia-se. Pierre Mendès France queria acabar tudo num prazo que ele próprio se tinha fixado: um mês. É por isso sem dúvida que ele renunciou a invocar a sorte futura das minorias montanhesas aliadas de França. "Não se deve criar dificuldades suplementares aos nossos negociadores", responderia a presidência do conselho ao General Ely que tinha defendido a sua causa.

### Livros
- Bergot Erwan, Les 170 jours de Dien Bien Phu, Presses de la Cité, 1992.
- Bergot Erwan, Convoi 42 - La marche à la mort des prisonniers de Dien Bien Phu, Presses de la Cité, 1986 - ISBN 2-7242-3351-4.

- Brancion Henri de, Dien Bien Phu: artilleurs dans la fournaise, Presses de la Cité, 1993.
- Bruge Roger, Les hommes de Dien Bien Phu, Perrin, 1999.
- Fall Bernard B., The Viet-Minh Regime, 1954.
 (Traduction française: Le Vietminh, Armand Colin, 1960)
- Fall Bernard B., Street without joy, Stackpole, 1961.
 (Traduction française: Indochine 1946-1962. Chronique d'une guerre révolutionnaire, Laffont, 1962)
- Fall Bernard B., The Two Vietnams. A Political and Military Analysis, Praeger, 1965.
 (Traduction française: Les deux Vietnams, Payot, 1962)
- Fall Bernard B., Hell in a Very Small Place. The Siege of Dien Bien Phu, J. B. Lippincott, 1966.
 (Traduction française: Dien Bien Phu, un coin d’enfer, Laffont, 1968)
- Fall Bernard B., Vietnam Witness, 1953-66, Praeger, 1966.
- Fall Bernard B., Anatomy of a Crisis. The Laotian Crisis of 1960-1961, Doubleday, 1969.
- Galabru André, La victoire avortée, Atlante Editions, 2004.
- Galard Geneviève (de), Une femme à Dien Bien Phu, Les Arènes, 2003, ISBN 2912485541 - bibliomonde.com
- Giap Vo Nguyen, Mémoires 1946-1954: Tome 1, La résistance encerclée, Anako, 2003 - bibliomonde.net
- Giap Vo Nguyen, Mémoires 1946-1954: Tome 2, Le chemin menant à Diên Biên Phu, Anako, 2003 - bibliomonde.net
- Giap Vo Nguyen, Mémoires 1946-1954: Tome 3, Diên Biên Phu le rendez-vous historique, Anako, 2004 - bibliomonde.net
- Grauwin Paul, J'étais médecin à Diên Biên Phu, France Empire, 1954, coll. Presses Pocket N° 42/43, 1962.
- Langlais Pierre, Diên Biên Phu, France Empire, 1963.
- Le Mire Henri, Epervier. Le 8e Choc à Diên Biên Phu, Albin Michel, 1988.
- Mengelle André, Diên Biên Phu. Des chars et des hommes, Lavauzelle, 1996.
- Morgan Ted, Valley of death. The tragedy at Dien Bien Phu that led America into the Vietnam war, Random House, 2010.
- Muelle Raymond, Combats en pays thaï. De Lai Chau à Diên Biên Phu, 1953-1954, Presses de la Cité, 1999.
- Nordell John R., The undetected enemy. French and American miscalculations in Diên Biên Phu, 1953, Texas A&M University Press, 1995.
- Pouget Jean, Nous étions à Diên Biên Phu, Presses de la Cité, 1964.
- Rocolle Pierre, Pourquoi Dien Bien Phu ?, Flammarion, 1968.
- Roy Jules, La bataille de Dien Bien Phu, Julliard, 1963; Albin Michel, 1989.
- Tertrais Hugues et Journoud Pierre, Paroles de Dien Bien Phu. Les survivants témoignent, Paris, Tallandier, 2004, 413 pp.
- Windrow, Martin (2004). The Last Valley: Dien Bien Phu and the French Defeat in Vietnam (em inglês). Cambrdige: Da Capo Press. 752 páginas. ISBN 978-0306813863

### Periódicos
- Hadfield, Daniel (Abril de 2017). «Une Bataille Aérienne? Reassessing the Importance of the Airlift in the Death of Dien Bien Phu». King’s College London. Department of War Studies (em inglês): 62 páginas. Consultado em 2 de agosto de 2023
- Bail René, revue Historica, hors série n° 49 Dien Bien Phu - 1 - Le camp retranché face au Vient-Minh (1996) et hors série n°50 Dien Bien Phu - 2 - L'agonie (1997).
- Fall Bernard B., « Dien Bien Phu un coin d'enfer », spécial Nam n°45, éditions Atlas, 1989
- Hommes de guerre n°18, spécial Dien Bien Phu, Histoire & Collections, 1989.
- Ban tổng kết-biên soạn lịch sử, BTTM (1991). Lịch sử Bộ Tổng tham mưu trong kháng chiến chống Pháp 1945-1954. Ha Noi: Nhà xuất bản Quân Đội Nhân Dân. p. 799(Serviço Histórico do Estado Maior (1991). La Histoire de L'État Major dans la Guerre de Resistance contre La France 1945-1954. Ha Noi: Éditions Armée Populaire. p. 799)